# Lunettes de Galilée
 (octobre 2016).

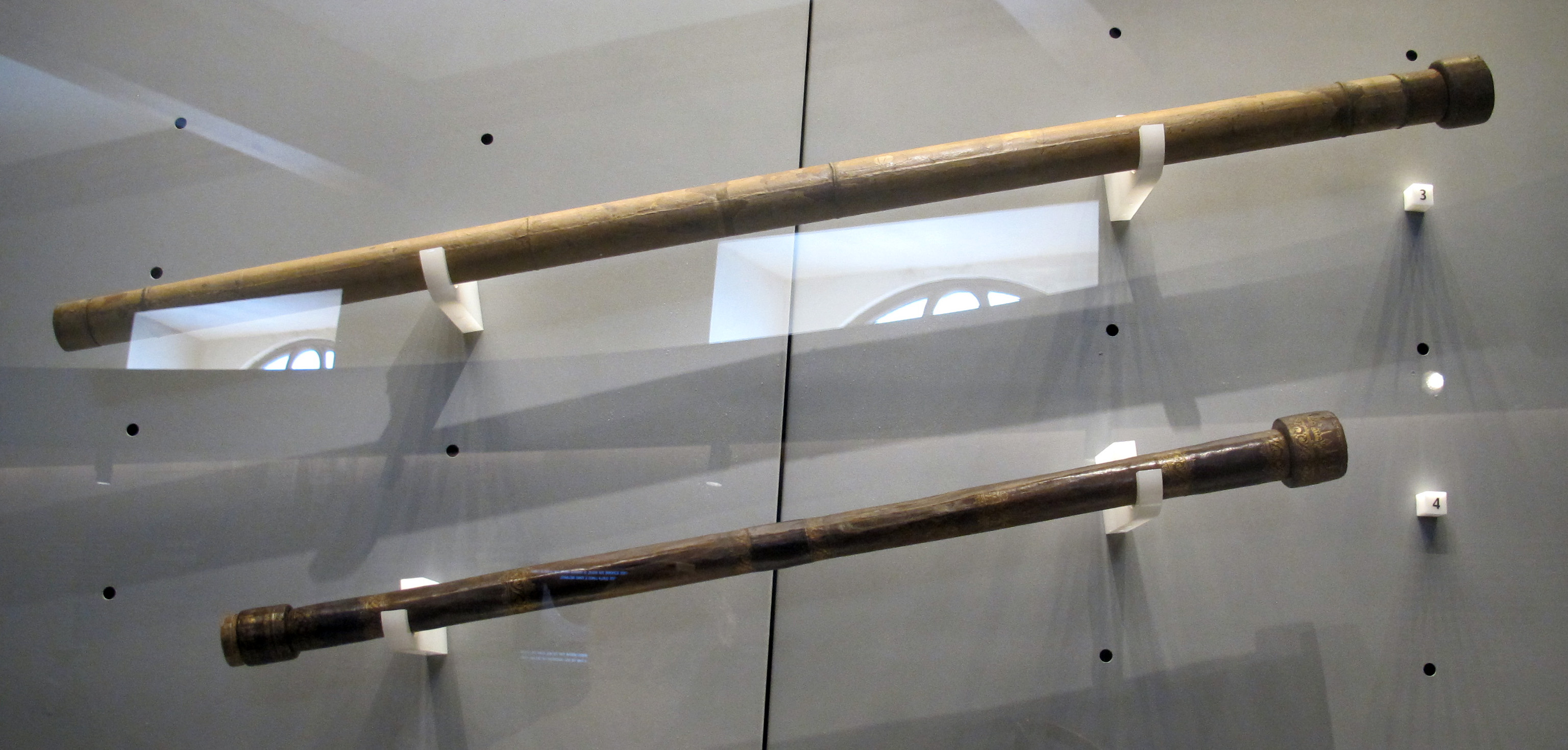
Les lunettes de Galilée au Musée Galilée de Florence.

Les lunettes de Galilée sont deux lunettes astronomiques construites par Galilée, destinées à l'observation du ciel.
Les seuls deux originaux conservés à ce jour se trouvent au Musée Galilée de Florence. Leur nom de « télescope » dérive de la proposition du prince Federico Cesi, fondateur de l'Académie des Lyncéens, de nommer ainsi l'instrument, combinant le préfixe tele (loin) et le verbe skopeo (voir) en grec ancien ; optiquement parlant ces lunettes sont des « télescopes réfracteurs » et le nom « télescope » est généralement réservé en français aux « télescopes réflecteurs » (à miroir).
Galilée conçut aussi d'ingénieux accessoires pour l'emploi du télescope : un micromètre, essentiel afin de mesurer la distance entre Jupiter et ses satellites, et un hélioscope, qui permettait d'observer les taches solaires sans subir de dommages aux yeux.

## Première lunette
La première lunette de Galilée est un système afocal, composé d'un tube principal et de deux sections mineures, dans lesquelles sont placés l'objectif et l'oculaire. Le tube principal se compose de deux tubes semi-circulaires tenus ensemble par un fil de cuivre et recouverts de papier. L'objectif est biconvexe et mesure 51 millimètres de diamètre, mais les rayons de courbure des surfaces ne sont pas identiques ; la distance focale est de 1 330 millimètres, l'épaisseur au centre de 2,5 millimètres. L'oculaire est plan-concave et mesure 26 millimètres de diamètre ; le côté concave a un rayon de courbure en direction de l'œil de 48,5mm ; son épaisseur au centre est de 3 mm, la distance focale de −94 millimètres (la distance focale négative indique qu'il s'agit d'une lentille divergente). Cet instrument peut agrandir les objets 14 fois et dispose d'un champ visuel de 15 minutes d'arc.

## Deuxième lunette
La deuxième lunette de Galilée est composée d'un tube principal, à l'extrémité duquel sont insérées deux sections distinctes, portant l'objectif et l'oculaire. Le tube, formé de lamelles de bois jointes, est revêtu de cuir rouge (devenu marron au cours du temps) ornée de frises en or. L'objectif plan-convexe, avec un côté convexe vers l'extérieur, mesure 37 millimètres de diamètre, il a une ouverture de 15 millimètres, une distance focale de 980 millimètres et une épaisseur au centre de 2,0 millimètres. L'oculaire original a été perdu et il a été remplacé au XIXe siècle par un oculaire biconcave de 22 millimètres de diamètre, dont l'épaisseur au centre est de 1,8 mm et la distance focale de −47,5 millimètres. L'instrument peut agrandir les objets 21 fois et possède un champ visuel de 15'. Ce télescope est enregistré dans l'inventaire de 1704 de la Galerie des Offices comme « un télescope de Galilée de bras 1 2/3 de longueur (973 millimètres) en deux morceaux pour pouvoir être allongé, recouvert de cuir de plusieurs couleurs et de frises dorées, avec deux lentilles, dont l'oculaire est incliné » : l'oculaire existait donc toujours, mais il était détaché du tube. C'est à partir de la fin du XVIIIe siècle que l'on a perdu les traces de la lentille oculaire originale.